# Shantou
Shantou (kinesisk: 汕頭; pinyin: Shàntóu; tidligere mere kendt under stavemåden Swatow) er en kinesisk storby og by på præfekturniveau i provinsen Guangdong ved Kinas kyst til det Sydkinesiske Hav, og en vigtig havneby i lange tider. Befolkningen anslås (2004) til 1.221.000 indbyggere.
Shantou var en af de første «specielle økonomiske zoner» i Folkerepublikken Kina, men i modsætning til de fleste andre byer, som Shenzhen, Xiamen og Zhuhai, udeblev den økonomiske opblomstring. Men byen har det eneste universitet i den nordøstlige del af Guangdong-provinsen. 
Shantou var længe en fiskerlandsby under byen Tuojiang i Jieyang-distriktet under Song-dynastiet (960-1279). Under Yuan-dynastiet blev den til byen Xialing. I 1563 var Shantou del af Chenghai-distriktet i Chao-prefekturet (Chaozhou). Så tidlig som i 1574 fik Shantou tilnavnet Shashan Ping. I 1600-tallet blev der lavet en kanonplatform kaldt Shashan Toupaotai i byen, og det er dette navnet som i forkortet version genfindes i nutidens navn «Shantou». 
Shantou fik moderne bystatus i 1919, og blev udskilt fra Chenghai i 1921. Mellem 1983 og 1989 var den gamle situationen vendt på hovedet ved at det var Shantou som administerede nabobyen og den gamle handelsmetropolen Chaozhou.
Shantou har ligesom nabobyen i nord, Chaozhou, særlige bånd til Thailand, eftersom størsteparten af den kinesiske befolkning der, har sine rødder i området rundt Shantou. 
De fleste af indbyggerne identificerer sig som teochew. Det er også mange hakkaer, særlig i distrikterne Chaoyang og Chaonan. 

## Administration
Shantou har jurisdiktion over seks distrikter og et amt:
- Chenghai distrikt (澄海區) 345,23 km², ca. 697.900 indbyggere.
- Longhu distrikt (龍湖區) 103,58 km², ca. 320.500 indbyggere.
- Jinping distrikt (金平區) administrationsby 108,71 km², ca. 738.500 indbyggere.
- Haojiang distrikt (濠江區) 134,88 km², ca. 272.500 indbyggere.
- Chaoyang distrikt (潮陽區) 667,6 km², ca. 1.413.400 indbyggere.
- Chaonan distrikt (潮南區) 596,42 km², ca. 1.100.600 indbyggere.
- Nan'ao ø-amt (南澳縣): 108 km², 70.000 indbyggere.

Den lokale leder i Kinas kommunistiske parti er Fang Lixu. Borgmester er Zheng Jiange, pr. 2021.

## Trafik
Kinas rigsvej 206 har sit endepunkt i Shantou. Den går fra kystbyen Yantai til kystbyen Shantou i provinsen Guangdong. Den går gennem provinserne Shandong, Jiangsu, Anhui, Jiangxi og til slut Guangdong.
Kinas rigsvej 324 fører gennem området. Den går fra Fuzhou i provinsen Fujian og gennem Guangdong, Guangxi, Guizhou, og ender i Kunming i Yunnan.
23°22′N 116°42′Ø / 23.367°N 116.700°Ø